# Enid Williams
Enid Williams (28 april 1960) is de bassiste van de Britse metalband Girlschool. Samen met jeugdvriendin Kim McAuliffe, die maar een straat verder woonde, richtte ze in 1977 de groep Painted Lady op. In 1978 werd de naam veranderd in Girlschool. In 1982 verliet ze de groep. Maar in 2000 keerde ze terug. Sindsdien is ze opnieuw vast lid. Naast bas neemt Enid bij de meeste nummers ook de leadzang op zich, al wordt die bij sommige nummers ook door andere leden gezongen.